# Delphyre pyroperas
Delphyre pyroperas là một loài bướm đêm thuộc phân họ Arctiinae, họ Erebidae.